# The Way of the Redman (film 1916)
The Way of the Redman è un cortometraggio muto del 1916 scritto, diretto e interpretato da Tom Mix che già nel 1914 aveva girato un film dallo stesso titolo sempre per la Selig Polyscope Company,

## Produzione
Il film, un cortometraggio western, fu prodotto dalla Selig Polyscope Company.

## Distribuzione
Fu distribuito dalla General Film Company.